# カボザンチニブ
カボザンチニブ（Cabozantinib, 開発コード：XL184）は、腎細胞癌や肝細胞癌の治療に用いられるマルチキナーゼ阻害薬である。海外では、甲状腺髄様癌の治療にも用いられている。チロシンキナーゼであるc-MetやVEGFR2、AXL、RETなどを阻害する。米国Exelixis社が発見し、日本では武田薬品工業が開発・販売している。

## 効能・効果
日本で承認されている効能・効果は以下の2つである。
- 根治切除不能又は転移性の腎細胞癌
- がん化学療法後に増悪した切除不能な肝細胞癌

米国およびEUでは、甲状腺髄様癌の治療薬としても認められている。

## 禁忌
本剤の成分に対し過敏症の既往歴のある患者に使用してはならない。
欧州向けの添付文書では妊婦・授乳婦へも使用すべきでないと言及されている。カルボザンチニブがヒト乳汁中に分泌されるか否かは明らかにされていないが、ラットの実験では、授乳期に母動物に使用した場合に児の血漿中からカルボザンチニブが検出されている。日本では妊婦に対して「治療上の有益性が危険性を上回ると判断される場合にのみ」使用するよう記載されている他、授乳婦に対しては「授乳しないことが望ましい」とされている。
QT延長を含む不整脈の既往のある患者にも使用すべきではない。

## 副作用
日本の添付文書に記載されている重大な副作用は、以下の通りである。
消化管穿孔（1.0%）、瘻孔（0.8%）、出血（7.9%）、血栓塞栓症（3.6%）、高血圧(クリーゼ含む)（33.0%）、可逆性後白質脳症症候群（頻度不明）、顎骨壊死（0.1%）、膵炎（0.6%）、腎障害（12.3%）、肝不全（0.1%）、肝機能障害（31.9%）、骨髄抑制（貧血（8.9%）、好中球減少（8.3%）、血小板減少（14.3%）、リンパ球減少（3.0%）など）、虚血性心疾患（0.1%）、不整脈（1.4%）、心不全（0.1%）、横紋筋融解症（0.1%）、間質性肺疾患（0.1%）、手足症候群（46.5%）、創傷治癒遅延（0.6%）、重度の下痢（9.7%）。

## 相互作用
カルボザンチニブはCYP3A4とMRP2の基質である。これらの酵素を阻害するとカルボザンチニブの半減期が延長され、副作用が起こり易くなり得る。一方、他の薬剤でこれらの酵素の活性が上昇すると、カルボザンチニブの効果が減少し得る。
グレープフルーツ（ジュース含む）は薬物の血中濃度を上昇させるため、摂取すべきでない。
カルボザンチニブはP糖タンパク質を阻害するので、このトランスポーターの影響を受ける他の薬剤の血中濃度が上昇する。

## 作用機序
カルボザンチニブは下記の受容体型チロシンキナーゼを阻害する。
- MET（肝細胞増殖因子受容体）
- VEGFR
- RET
- GAS6受容体（AXL）
- KIT
- Fms様チロシンキナーゼ3（FLT3）

## 開発の経緯
カルボザンチニブは2010年11月に甲状腺癌について、2017年2月に肝細胞癌について、それぞれ米国FDAから希少疾病用医薬品として指定された。
2012年前半にFDAに新薬承認申請が提出され、同年11月にカルボザンチニブのカプセル剤が甲状腺髄様癌治療薬として承認された。同剤は2014年にEUでも同一用途で承認された。
2015年、カルボザンチニブの腎細胞癌に対する臨床試験の結果がNEJMに掲載された。
2016年4月、FDAは腎癌のセカンドライン治療薬としてカルボザンチニブ錠の使用を承認した。同年9月、EUでも同様の使用が承認された。
2017年1月31日、武田薬品工業とExelixis社との間で日本での独占開発・販売契約が締結された。
2017年12月、進行腎細胞癌に対するカルボザンチニブ錠の使用がFDAに承認された。この承認は無作為化非盲検多施設共同臨床試験CABOSUN（NCT01835158；患者数157名、未治療の低～中リスク患者）の結果に基づくものであった。
2019年1月、ソラフェニブ治療歴のある肝細胞癌に対するカルボザンチニブ錠の使用がFDAに承認された。この承認は無作為化（2：1）偽薬対照二重盲検多施設共同臨床試験CELESTIAL（NCT01908426；患者数707名、ソラフェニブ使用歴有・Child–Pugh分類Aの肝障害有）の結果に基づくものであった。
2020年3月25日、日本で「根治切除不能又は転移性の腎細胞癌」について厚生労働省より製造販売承認を取得した。
2020年11月27日、日本で「がん化学療法後に増悪した切除不能な肝細胞癌」について厚生労働省より製造販売承認を取得した。

## 参考資料
1. ↑  “Cabozantinib international”. Drugs.com (2020年11月2日). 2020年11月11日閲覧。
2. 1 2  “Cabozantinib Use During Pregnancy”. Drugs.com (2020年3月30日). 2020年9月23日閲覧。
3. 1 2 3 4 5 6 7  “Cabozantinib tablet (Cabometyx) UK Summary of Product Characteristics”.   UK Electronic Medicines Compendium (2016年9月). 2021年2月8日閲覧。
4. 1 2 3  “Cabozantinib capsule (Cometriq) UK Summary of Product Characteristics (SPC) - (eMC)”.   UK Electronic Medicines Compendium (2016年11月). 2021年2月8日閲覧。
5. ↑  “Cabometyx- cabozantinib tablet”. DailyMed (2020年7月21日). 2020年9月23日閲覧。
6. 1 2  “Cometriq- cabozantinib kit Cometriq- cabozantinib capsule”. DailyMed (2020年2月11日). 2020年9月23日閲覧。
7. 1 2  “Cometriq EPAR”. European Medicines Agency (EMA). 2020年9月23日閲覧。
8. 1 2  “Cabometyx EPAR”. European Medicines Agency (EMA). 2020年9月23日閲覧。
9. ↑  貴祥, 木元. “カボメティクス（カボザンチニブ）の作用機序【腎細胞/肝細胞がん】”. 新薬情報オンライン. 2021年2月8日閲覧。
10. 1 2  "FDA approves Cometriq to treat rare type of thyroid cancer" (Press release). U.S. Food and Drug Administration (FDA). 29 November 2012. 2014年7月7日時点のオリジナルよりアーカイブ。
11. 1 2  “Drug Approval Package: Cometriq (cabozantinib) Capsules NDA #203756”. U.S. Food and Drug Administration (FDA). 2020年9月23日閲覧。
12. 1 2  “武田薬品とExelixis社による新規がん治療薬cabozantinibの日本におけるライセンス契約について”. www.takeda.com. 2021年2月8日閲覧。
13. 1 2 3 4  “カボメティクス錠20mg／カボメティクス錠60mg”. www.info.pmda.go.jp. 2021年2月8日閲覧。
14. ↑  “Cabozantinib Orphan Drug Designations and Approvals”. U.S. Food and Drug Administration (FDA) (2010年11月29日). 2020年11月11日閲覧。
15. ↑  “Search Orphan Drug Designations and Approvals”. U.S. Food and Drug Administration (FDA) (2017年3月2日). 2020年11月11日閲覧。
16. ↑  “Thyroid cancer drug cabozantinib prolongs PFS”. 2012年4月2日時点のオリジナルよりアーカイブ。2011年10月24日閲覧。
17. ↑  “Cabozantinib versus Everolimus in Advanced Renal-Cell Carcinoma”. The New England Journal of Medicine 373 (19):  1814–23. (November 2015). doi:10.1056/nejmoa1510016. PMC 5024539. PMID 26406150.
18. ↑  “Cabozantinib (Cabometyx)”. U.S. Food and Drug Administration (FDA) (2016年4月25日). 2020年9月23日閲覧。
19. ↑  “Cabometyx (cabozantinib) Tablets”. U.S. Food and Drug Administration (FDA) (2018年1月12日). 2020年9月23日閲覧。
20. 1 2  “FDA grants regular approval to Cabometyx for first-line treatment of a”. U.S. Food and Drug Administration (FDA) (2017年12月19日). 2020年9月23日閲覧。  この記述には、アメリカ合衆国内でパブリックドメインとなっている記述を含む。
21. ↑  “FDA approves cabozantinib for hepatocellular carcinoma”. U.S. Food and Drug Administration (FDA) (2019年1月14日). 2020年9月23日閲覧。  この記述には、アメリカ合衆国内でパブリックドメインとなっている記述を含む。
22. ↑  “キナーゼ阻害剤「カボメティクス®錠」の日本における根治切除不能又は転移性の腎細胞癌に対する製造販売承認の取得について”. www.takeda.com. 2021年2月8日閲覧。
23. ↑  “キナーゼ阻害剤「カボメティクス®錠」のがん化学療法後に増悪した切除不能な肝細胞癌に関する製造販売承認事項一部変更承認の取得について”. www.takeda.com. 2021年2月8日閲覧。